# Tochuina nigromaculata
Tochuina nigromaculata is een slakkensoort uit de familie van de tritonia's (Tritoniidae). De wetenschappelijke naam van de soort werd in 1984, als Tritonia nigromaculata, voor het eerst geldig gepubliceerd door Roginskaya. In 2020 werd een aantal Tritonia-soorten werd verplaatst naar een nieuw geslacht Tritonicula als resultaat van een integratieve taxonomische studie van de Tritoniidae-familie.